# إدسون بارايبا
إدسون بارايبا هو لاعب كرة قدم برازيلي في مركز الهجوم، ولد في 12 يناير 1992 في جوازيرو دو نورتي في البرازيل. لعب مع نادي باسوش دي فيريرا ونادي مول فيهيرفار.

## وصلات خارجية
- إدسون بارايبا على موقع دوري كوريا الجنوبية (الإنجليزية)
- إدسون بارايبا على موقع قاعدة بيانات كرة القدم.إي يو (الإنجليزية)
- إدسون بارايبا على موقع Soccerway.com (الإنجليزية)
- إدسون بارايبا على موقع AS.com (الإسبانية)